# General-Pape-Straße
Die General-Pape-Straße, umgangssprachlich oft nur „Papestraße“ genannt, ist ein rund 1,2 Kilometer langer Verkehrsweg im Berliner Bezirk Tempelhof-Schöneberg, der die Ortsteilgrenze zwischen Tempelhof und Schöneberg bildet. Er entstand mit dem Ausbau von Berlin und dessen Vororten am Ende des 19. Jahrhunderts und gehörte bis 1937 noch komplett zum Einzugsbereich des Verwaltungsbezirks Schöneberg. Nach zahlreichen Gebiets- und Verwaltungsreformen liegen die ungeraden Parzellennummern (1–25) auf der westlichen Straßenseite in Schöneberg, die geraden Parzellennummern auf der östlichen Straßenseite zählen zu Tempelhof.

## Namensgebung und Lage
Am 2. Februar 1897 erhielt die vorher nur über den Exerzierplatz und über das Gelände der Kaserne des Eisenbahnregiments Nummer 1 verlaufende Erschließungsstraße den Namen des preußischen Generals Alexander von Pape (1813–1895).
Die General-Pape-Straße verläuft in Süd-Nord-Richtung östlich parallel zum Bahndamm der Anhalter Bahn. Im Norden mündet sie im leichten Ostbogen auf den Loewenhardtdamm, im Süden bildet der Ballonfahrerweg über den Sachsendamm und die Stadtautobahn die Fortsetzung. In dem kurzen Abschnitt zwischen der Kleingartenanlage (KGA) „Papestraße Block II“ und dem Werner–Voß-Damm, in den die General-Pape-Straße einmündet, gibt es einige erhaltene Wohnhäuser und Flachbauten, die von Handwerkerfirmen genutzt werden. Die von der Nord-Süd-Trasse abgehenden Zufahrtsstraßen zu den Gewerbeobjekten werden auch als General-Pape-Straße bezeichnet und sind durch Mehrfachnummern der Grundstücke kenntlich.

## Geschichte
Im 18. Jahrhundert gehörte das Areal als Ackerfläche den Bauern der Dörfer Tempelhof und Schöneberg. Im 19. Jahrhundert entstand mit dem Tempelhofer Feld ein großer Exerzierplatz und dessen westlicher Rand wurde Standort dreier Eisenbahnregimenter. Die Geschichte der Straße ist deshalb untrennbar mit den hier errichteten Kasernenbauten verbunden. Drei große militärische Anlagen mit allen notwendigen Versorgungsbauten einschließlich Wohnmöglichkeiten für verheiratete Heeresangehörige entstanden in drei Etappen auf dem Gelände (um 1892, um 1895–1897 und 1905–1907). Beteiligte Planer, Architekten und leitende Baubeamte waren Hermann Böhmer, Hermann Verworn, Ferdinand Schönhals, Garnison-Bauinspektor P. Böhm, der Baubeamte Zappe und Militär-Bauinspektor F. Stürmer.
Entsprechend den Berliner Adressbüchern besaß die Straße von ihrer amtlichen Widmung bis nach 1943 keinerlei Zählung. Konkret erstreckten sich von der Colonnenbrücke/Colonnenweg (am „Militärbahnhof“) südwärts Landwehrdienstgebäude des (Berliner) Bezirks-Commandos I, II, III und IV, Kasernen des Eisenbahnregiments Nummer 2 und der Luftschiffer-Abtheilung sowie Baracken des Eisenbahnregiments Nummer 3.
Die Stationierung von Eisenbahnregimentern ergab sich durch die hier verlaufenden Trassen der Militäreisenbahn sowie der Anhalter Bahn (Abschnitt Berlin–Groß-Lichterfelder Bahn) und der Berlin-Dresdener Eisenbahn, die in der Mitte des 19. Jahrhunderts eröffnet worden waren. Die Fläche südlich der festen Kasernenbauten bot Platz für Feldgeräteschuppen, Fahrzeughallen und eine Automobil-Versuchsstation mit Werkstattgebäude.
Als auf den Strecken von Anhalter und Dresdener Bahn neben dem Fernverkehr auch ein Vorortverkehr betrieben werden sollte, ergab sich an der Kreuzung mit der Ringbahn der Bedarf an einem Umsteigebahnhof. Das Empfangsgebäude wurde ab 1898 im südlichen spitzen Kreuzungswinkel zwischen den Ringbahngleisen und den Fernbahngleisen errichtet und dabei das alte Kreuzungsbauwerk aus dem Jahr 1874 ersetzt. Der nach Plänen von Karl Cornelius und Waldemar Suadicani gebaute Bahnhof wurde 1901 fertig. Der neue Turmbahnhof erhielt den verkürzten Namen Papestraße. 2006 ging an seiner Stelle der Bahnhof Südkreuz in Betrieb.
Auch nach dem Ende der Monarchie und des Ersten Weltkriegs blieben die Gebäude als militärische Liegenschaft erhalten. In den 1920er Jahren sind zwischen der Kolonnenbrücke/Dreibundstraße (spätere Immelmannstraße)/Tempelhofer Feld (Norden) bis zur Ringbahn (Süden) weiterhin die drei großen Flächen ausgewiesen (Eigentümer erst Militärfiskus, später Reichsfiskus). Die darauf befindlichen Gebäude dienten unter anderem einem Hauptversorgungsamt, weiteren Versorgungsämtern sowie einer Betriebskrankenkasse des Reichs. In den übrigen Häusern wohnten jeweils um die 14 bis 18 Militärangehörige mit ihren Familien. Die Anlagen gehörten nunmehr zum Eisenbahn-Regiment Nummer 4. Direkt in Nähe des nördlich gelegenen Militärbahnhofs gab es ein Gastwirtschaftsgebäude, das je nach dem Eigentümer bezeichnet wurde (Glasenappsches Haus, Conradsches Haus, Gerhardtsches Haus).
Den Kasernenbauten im südlichen Bereich schloss sich ostwärts das Testfeld der Luftschiffer an, von dem im Jahr 1901 der bemannte Ballon „Preussen“ zu einem Rekordhöhenflug von 10.000 Metern gestartet war.
Im Jahr 1930 sind ganz am nördlichen Beginn der Straße Baustellen ausgewiesen, als Nutzer der vorhandenen Gebäude werden nunmehr auch das Finanzamt für Liegenschaften (Berlin) und die Deutsche Reichsbahn AG genannt.
Nach der „Machtergreifung“ Anfang 1933 dienten die historischen Werkstattgebäude während der Nazi-Diktatur als Gefängnis für die SA-Feldpolizei. Hierher verschleppten die SA-Feldjäger missliebige Arbeiter, politisch Andersdenkende oder Juden, folterten oder ermordeten sie. Eine der Gefangenen war die Bibliothekarin Hertha Block, nach der im November 2012 eine Querstraße in diesem Bereich benannt wurde. In den Monaten März bis Dezember 1933 sollen dort rund 500 Personen inhaftiert gewesen sein, nachweislich 30 von ihnen kamen während der Haft oder wenig später aufgrund der schweren Misshandlungen ums Leben.
Bis um das Jahr 1939 war die Verschwenkung des nördlichen Abschnitts der General-Pape-Straße vollzogen, sie verlief nunmehr vom Loewenhardtdamm/Immelmannstraße (seit 1949: Dudenstraße) zum Bahnhof Papestraße. Südöstlich des Bahnhofs hatten die Berliner Wasserbetriebe Verwaltungs- und Versorgungsbauten errichtet, denen die Kleingartenanlage ,Hansakorso’ nachgelagert war. Um dorthin zu gelangen, gab es den „Durchgang zum Hansakorso“ als Fußweg.
Die Kasernenbauten entlang der östlichen Straßenseite dienten in den 1940er Jahren mehreren Heeresdienststellen und der Kriegsmarine als Sitz verschiedener Einrichtungen wie einer Fachschule, einer Ärztlichen und Orthopädischen Untersuchungsstelle, einer Heeres-Abnahmestelle für Nachrichtengerät. Mit der veränderten Trassierung des nördlichen Straßenabschnitts wurde der Bau des Großbelastungskörpers vorbereitet.
Im Zweiten Weltkrieg fielen mehrere Bauten um den nördlichen Kasernenhof den Luftangriffen der Alliierten zum Opfer. Die Reste wurden anschließend enttrümmert, das Gelände parzelliert und an Kleingärtner verpachtet. Das ausgedehnte Kleingartengelände der ,Gartengemeinschaft Papestraße’ (mit den Teilen „Kolonie Papestraße“, „Kolonie Papestraße Block I“ und „Kolonie Papestraße Block II“) nimmt eine Fläche von rund 68.700 Quadratmeter ein. In den erhaltenen und teilweise modernisierten Bauten befinden sich mittlerweile Wohnungen sowie eine Außenstelle des Robert Koch-Instituts (General-Pape-Straße 62 und 64/66). Auf die Außenstelle des RKI wurde am 25. Oktober 2020 ein Brandanschlag verübt. Gewerbebetriebe haben auf den Restflächen weitere Flachbauten errichtet oder nutzen die dort vorhandenen. In den 1950er Jahren hatte an der General-Pape-Straße auch die Wilhelm-Foerster-Sternwarte Räumlichkeiten bezogen und den aus den Trümmern der Sternwarte der Urania geretteten Bamberg-Refraktor hier aufgebaut.
Der ehemalige Militärbahnhof (Schöneberg) wurde nach dem Ersten Weltkrieg geschlossen. Sein Empfangsgebäude diente danach als Lagerhaus. 1945 wurde es zerstört und die Ruine 1955 beseitigt.
Einem Stadtplan von 1946 kann entnommen werden, dass um 1945/1946 folgende Straßenumbenennungen geplant waren: General-Pape-Straße nach Adolf Scheidt, der Werner-Voß-Damm nach Bertha von Suttner und der Loewenhardtdamm nach Erich Küstner. Der Senat stimmte anscheinend einer Umbenennung nicht zu, anders als beim ehemaligen Paradeplatz in Tempelhof, der 1955 den Namen Adolf-Scheidt-Platz erhielt.

## Bauwerke
- Die erhaltenen früheren Kasernenbauten, einfache gelbliche Backsteingebäude sowie solche mit roten Backsteinen und mit weißem Putzschmuck und Staffelgiebeln, sind inzwischen renoviert und auf Initiative der ,Geschichtswerkstatt Papestraße’ und des ,Fördervereins Gedenkstätte Papestraße’ von 2003 bis 2013 zu einem öffentlichen Gedenk- und Lernort umgestaltet worden (SA-Gefängnis Papestraße). Eine entsprechende Dauerausstellung, finanziert mit rund 200.000 Euro aus der Stiftung Deutsche Klassenlotterie Berlin, konnte am 14. März 2013 eröffnet werden. Bereits seit 2011 waren die Folterkeller zu besichtigen.[6] Die Gebäude stehen unter Denkmalschutz.[16]
- Für die Planungen eines gigantischen Triumphbogens der Welthauptstadt Germania hatte der Generalbauinspektor für die Reichshauptstadt (GBI) hier im Nordostbereich von 1941 bis 1942 einen Versuchskörper zur Untergrundbelastung, einen Schwerbelastungskörper errichten lassen. Dieser 12.650 Tonnen schwere Probekörper, der nicht abgerissen werden kann, steht mittlerweile unter Denkmalschutz.[17] Die um den rund 14 Meter hohen Betonklotz gepflanzten Büsche und Bäume verdecken inzwischen die Sicht.
- Als Fußgängerverbindung über die ausgedehnten Gleisanlagen zwischen den Gewerbeniederlassungen und der Wohnbebauung westlich des Bahndamms wurde 2012 der Alfred-Lion-Steg eingeweiht, über den die Hertha-Block-Promenade führt.